# Аисты (посёлок)
Аисты — посёлок в Славском районе Калининградской области. Входит в состав Тимирязевского сельского поселения.

## Название
Посёлок имел разные название в разные годы:
- Нойхоф-Реатишкен (до 1938);
- Будевег (до 1946);
- Аисты (наше время).

## География

### Климат
Климат посёлка характеризуется, как переходный от морского к умеренно континентальному.

### Часовой пояс
Посёлок, как и вся Калининградская область имеет часовой пояс UTC+2.

## Население
| 2002 | 2010 |
| ---- | ---- |
| 1    | ↗3   |